# 沙普尔一世克敌图

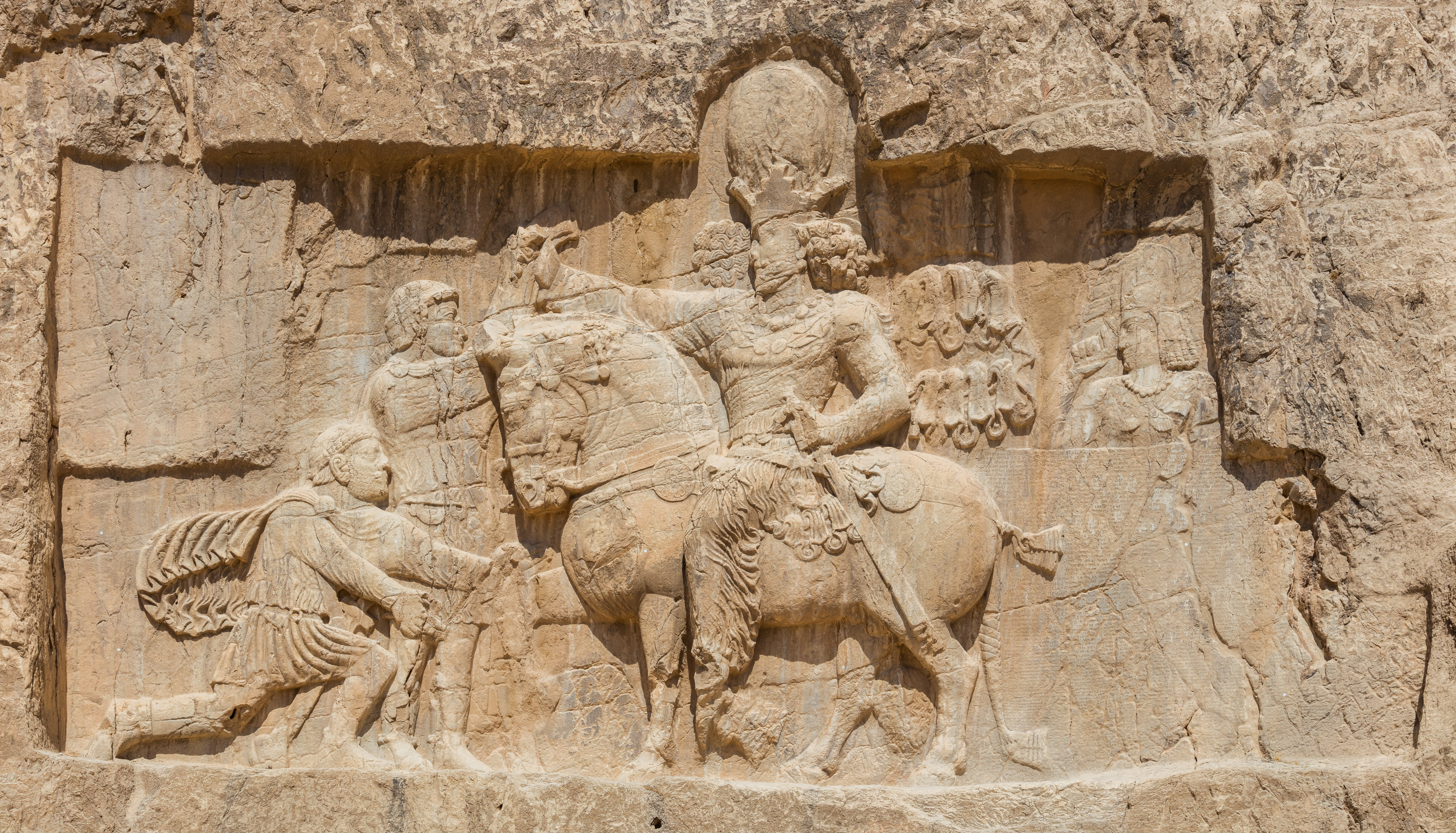

沙普尔一世克敌图位于波斯波利斯以北3公里处。它是八幅萨珊王朝石雕中最令人印象深刻的，雕刻被切割在他们阿契美尼德王朝领导的坟墓下面的悬崖上。
这幅雕刻描绘了一个著名的场景，其中罗马皇帝瓦莱里安跪在沙普尔一世面前请求怜悯。沙普尔在埃德萨战役中击败了瓦莱里安，整个罗马军队被摧毁，瓦莱里安成为沙普尔的俘虏。这是罗马皇帝第一次也是唯一一次被俘。阿拉伯人菲利普被描绘成站立，戈尔迪安三世死在沙普尔马的脚下。马下面有五行的希腊铭文，但它被损坏了。 据信，还有两个铭文，现在已被销毁，用中古波斯语和安息语。